# Куевас-де-ла-Аранья
39°06′36″ пн. ш. 0°51′51″ сх. д. / 39.11000° пн. ш. 0.86417° сх. д.
Куевас-де-ла-Аранья, Cuevas de la Araña (en Bicorp), букв. «Павукові печери (у Бікорпі)» – печери пізнього палеоліту (епіпалеоліту) уздовж берегів річки, муніципалітет Бікорп у провінції Валенсія на сході Іспанії.
Знахідки в одній з печер датуються 6 тис. до н. е. У ній знайдено зображення полювання на дику козу з використанням луків і стріл, а також сцена, що зображує людину, яка добуває дикий мед. Печери виявив на початку XX століття, у 1920 році місцевий учитель Гайме Гарі-і-Поч.